# ارنست پلنر
ارنست پلنر (انگلیسی: Ernst Plener; ۲۱ فوریهٔ ۱۹۱۹ – ۱۶ مارس ۲۰۰۷) بازیکن فوتبال اهل آلمان بود.
وی همچنین در تیم ملی فوتبال آلمان بازی کرده‌است.